# منتخب فرنسا لكرة القدم الشاطئية
منتخب فرنسا لكرة القدم الشاطئية (بالفرنسية: Équipe de France de football de plage)‏ ، هي منتخب رياضي لكرة القدم الشاطئية في فرنسا ، حققت كأس العالم الشاطئية للمرة الأولى عام 2005م.

## وصلات خارجية
- Eric Cantona with the French Beach Soccer Team
- Actualités sur le site de la Fédération française de football
- Fiche sur le site de la BSWW